# Tachlovice
Tachlovice (deutsch Tachlowitz) ist eine Gemeinde im Okres Praha-západ, Tschechien. Sie liegt in 340 m ü. M. 16 Kilometer südwestlich des Stadtzentrums von Prag. Die Fläche der Gemeinde beträgt 6,34 km².

## Geschichte
Die erste urkundliche Erwähnung des Ortes entstammt dem Jahr 1234.

## Ortsgliederung
Für die Gemeinde Tachlovice sind keine Ortsteile ausgewiesen. Das Gemeindegebiet gliedert sich in den Katastralbezirk Tachlovice.

## Sehenswürdigkeiten
- Barocke St.-Jakobs-Kirche, erbaut im Jahre 1742
- Friedhofskapelle, erbaut im Jahre 1745

## Söhne und Töchter der Gemeinde
- Ignác Vondráček (1819–1887), tschechischer Unternehmer